# Batería de ion de litio

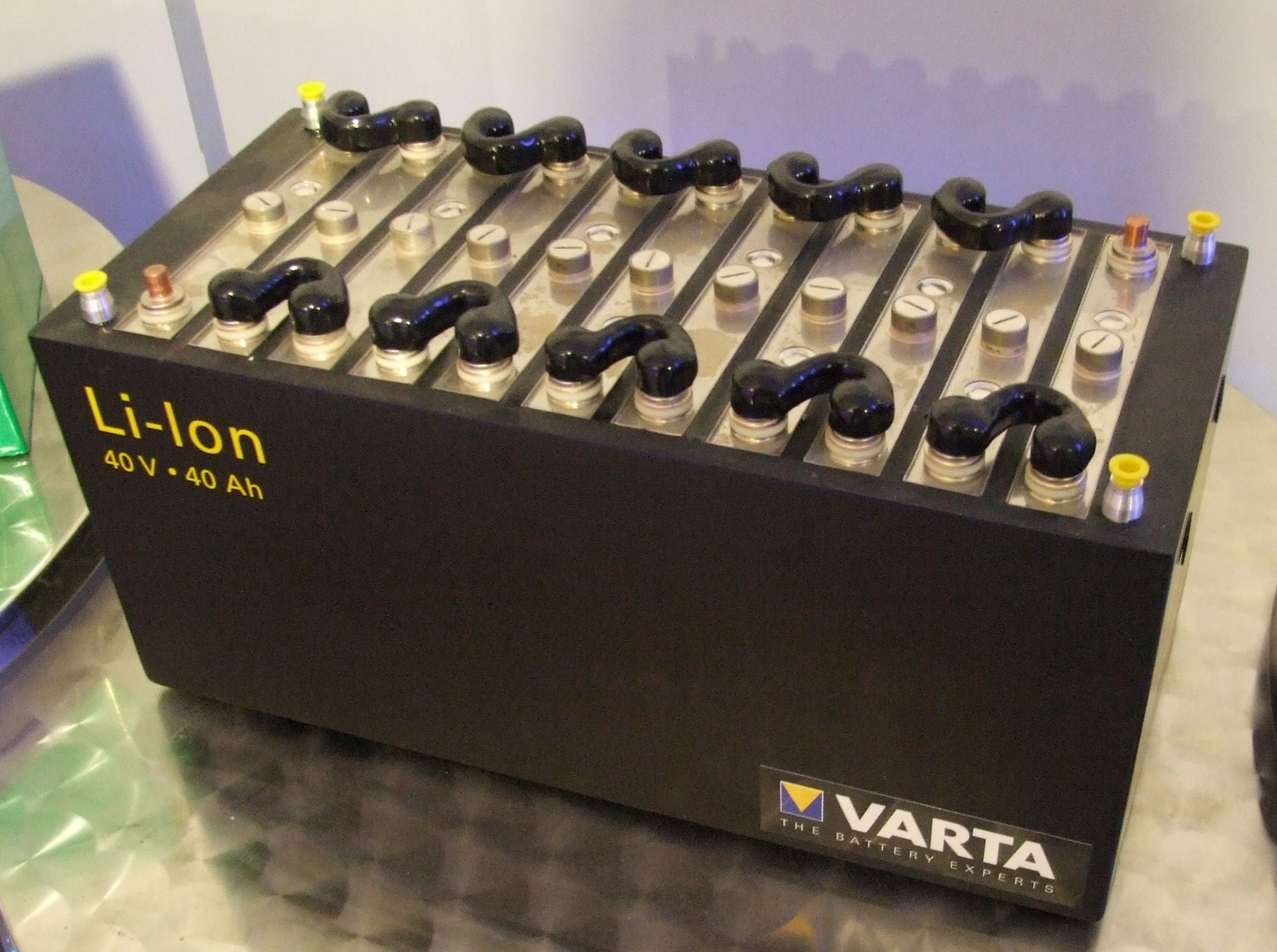
Una batería de iones de litio, fabricada por Varta, expuesta en el Museum Autovision de Altlußheim, en Alemania.

La batería de iones de litio, también denominada batería Li-Ion, es un dispositivo con dos o tres celdas de energía conectadas en serie o en paralelo, diseñado para el almacenamiento de energía eléctrica que emplea como electrolito una sal de litio que consigue los iones necesarios para la reacción electroquímica reversible que tiene lugar entre el cátodo y el ánodo.
La batería de ion de litio se conforma de 4 fragmentos: ánodo, cátodo, separador y electrolito. El ánodo, al descargarse la batería, pierde electrones y se oxida, y cuando la batería se carga, se reduce ya que gana electrones. Lo opuesto sucede en el caso del cátodo.
Las propiedades de las baterías de Li-ion, como la ligereza de sus componentes, su elevada capacidad energética y resistencia a la descarga, junto con el poco efecto memoria que sufren o su capacidad para funcionar con un elevado número de ciclos de regeneración, han permitido diseñar acumuladores ligeros, de pequeño tamaño y variadas formas, con un alto rendimiento, especialmente adaptados a las aplicaciones de la industria electrónica de gran consumo. Desde la primera comercialización de un acumulador basado en la tecnología Li-ion a principios de los años 1990, su uso se ha popularizado en aparatos como teléfonos móviles, tabletas, ordenadores portátiles y altavoces inalámbricos.
Sin embargo, su rápida degradación y sensibilidad a las elevadas temperaturas, que pueden resultar en su destrucción por inflamación o incluso explosión, requieren, en su configuración como producto de consumo, la inclusión de dispositivos adicionales de seguridad, resultando en un coste superior que ha limitado la extensión de su uso a otras aplicaciones.
A principios del siglo XXI, en el contexto de la creciente carestía de combustibles derivados del petróleo, la industria del automóvil anunció el desarrollo, proliferación y comercialización de vehículos con motores eléctricos basados en la tecnología de las baterías de iones de litio, con los que se pueda disminuir la dependencia energética de estas fuentes a la vez que se mantiene baja la emisión de gases contaminantes.

## Historia
Las baterías de litio fueron propuestas por primera vez por M.S. Whittingham, actualmente en la Universidad de Binghamton. Whittingham utilizó sulfuro de titanio(II) y metal de litio como electrodos.[cita requerida]
En 1985, Akira Yoshino ensambló un prototipo de batería usando material carbonoso en el que se podían insertar los iones de litio como un electrodo (ánodo) y óxido de litio y cobalto (LiCoO2), que es estable en el aire, como el otro (cátodo). Se obtiene la conocida “silla-hamaca”, el litio se desplaza de manera segura entre electrodos.
Al emplear materiales sin litio metálico, se incrementó espectacularmente la seguridad sobre las baterías que utilizaban el litio metal. El uso de Óxido de litio y cobalto facilitó alcanzar fácilmente la producción a escala industrial.
Este fue el nacimiento de la actual batería Li-ion.
En la actualidad los grandes bancos de baterías de litio están formados principalmente por dos componentes principales, por un lado, las baterías propiamente dichas, y por otro lado, por el módulo BMS (sistema de gestión de baterías). Este último es el encargado de controlar la correcta carga y descarga de las celdas que componen la batería, de mantenerlas equilibradas, de hacer operar al banco en su área de operación segura, así como también medir la capacidad de carga y la temperatura entre otros datos. Además, le brinda la capacidad de comunicación al banco con los componentes externos, por ejemplo, el inversor de corriente y el cargador.
La dirección de la investigación es encontrar baterías de litio no metálicas que utilizan iones de litio, como el dióxido de cobalto y litio (LiCoO2). Aunque la densidad de energía es ligeramente inferior a la del litio metálico, el ion-litio es seguro, pero solo si se toman ciertas precauciones para cargar y descargar.
El Litio es el más liviano de todos los metales, posee el mayor potencial electro químico y representa el mayor contenedor de energía. Usando litio metálico como electrodo negativo las baterías recargables son capaces de proveer alto voltaje y excelente capacidad.
En los primeros años de producción, se descubrieron varios problemas cuando estas celdas se sobrecalentaban e incluso explotaban. Descubrieron que después de cada ciclo de carga y descarga, se formaban dendritas de litio que cruzaban la barrera electrolítica hasta llegar al cátodo, creando un cortocircuito.
Desde la primera comercialización a principios de los años 1990 de un acumulador basado en la tecnología Li-ion, su uso se ha popularizado en aparatos como teléfonos móviles, agendas electrónicas, ordenadores portátiles y lectores de música.

## Baterías modernas y comercialización

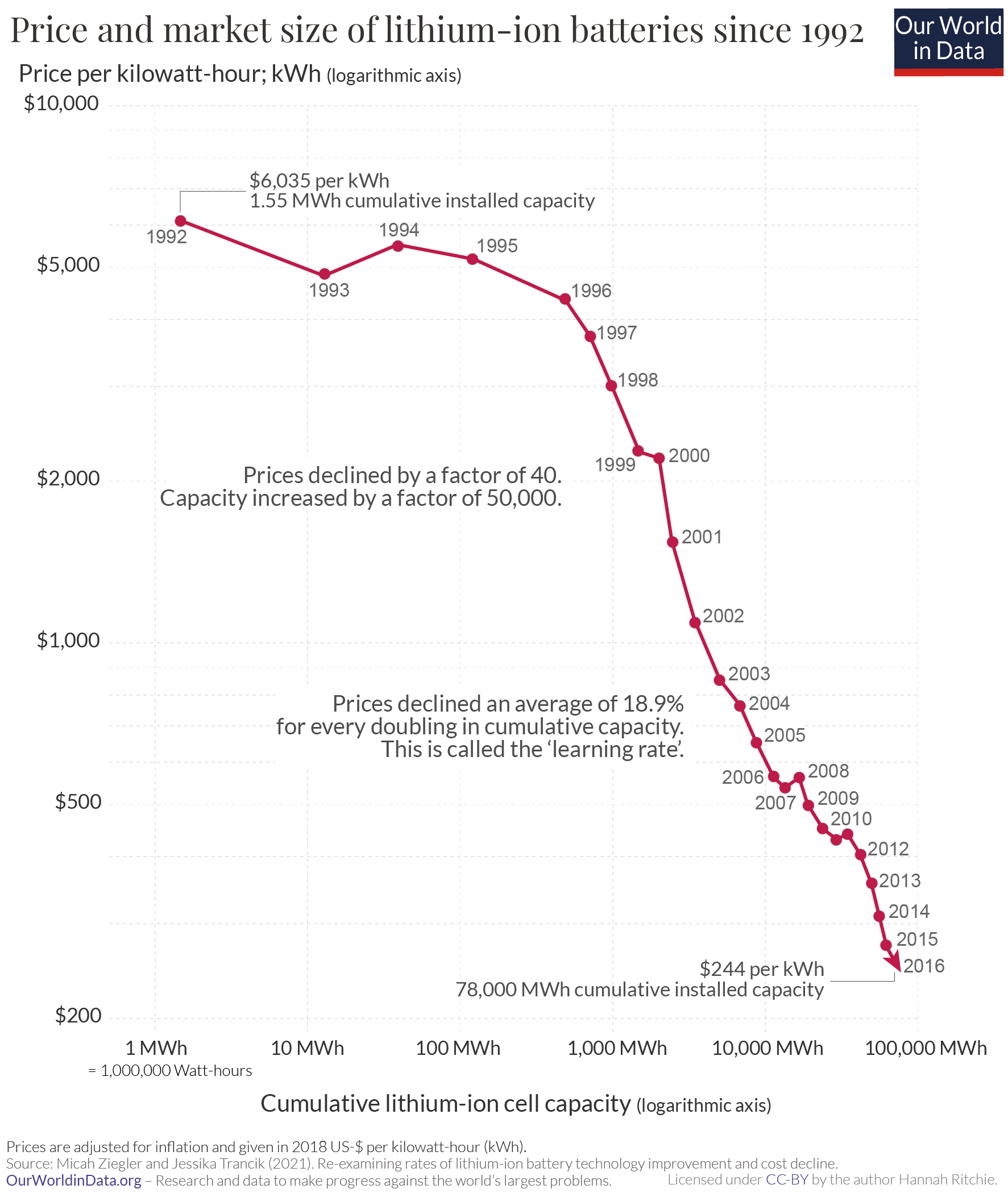
Curva de aprendizaje de las baterías de iones de litio: el precio de las baterías se redujo en un 97% en tres décadas.

En 1989, Goodenough y Arumugam Manthiram de la Universidad de Texas en Austin demostraron que los cátodos que contienen polianiones (p. ej., sulfatos), producen tensiones superiores que los óxidos debido al efecto inductivo del polianión.
En 1991, Sony y Asahi Kasei lanzaron la primera batería de Li-ion comercial.
En 1996, Goodenough, Akshaya Padhi y sus colaboradores identificaron el litio ion fosfato (LiFePO4) y otros fosfo-olivinos (fosfatos de litio metal con la misma estructura que el olivino mineral) como materiales catódicos.
En 2002, Yet-Ming Chiang y su grupo del MIT mostraron una mejora sustancial en el rendimiento de las baterías de Li-ion aumentando la conductividad del material mediante dopado con aluminio, niobio y zirconio.
En 2004, Chiang incrementó de nuevo el rendimiento utilizando partículas de fosfato de hierro de menos de 100 nanómetros de diámetro.
En  2011, las baterías de Li-ion supusieron el 66% de todas las baterías recargables en Japón.
En 2015, la empresa Tesla Motors presentó dos sistemas de almacenamiento de energía mediante baterías de ion de litio, Tesla Powerwall, cuyo fin es almacenar energía eléctrica proveniente de energías renovables, como instalaciones fotovoltaicas o eólicas.

## Tipos principales
Los seis tipos principales de baterías de ion de litio, se clasifican por su cátodo y son:
- Baterías de níquel-cobalto:
  - NCM
  - NCA
- LFP
- LCO
- LMO
- LTO

Los más usados en vehículos eléctricos son NMC, NCA y LFP.

### Batería de ion de litio con óxido de manganeso (LMO)
Una batería de iones de litio con óxido de manganeso (LMO) es una batería de iones de litio que utiliza dióxido de manganeso, MnO2, como material catódico. Funcionan mediante el mismo mecanismo de intercalación/desintercalación que otras tecnologías de pilas secundarias comercializadas, como de Óxido de litio y cobalto (LiCoO2). 
Los cátodos basados en componentes de óxido de manganeso son abundantes en la tierra, baratos, no tóxicos y proporcionan una mejor estabilidad térmica.

## Inconvenientes
A pesar de todas sus ventajas, esta tecnología no es el sistema perfecto para el almacenaje de energía, pues algunas de sus químicas tienen varios defectos, como pueden ser:
- Rentabilidad en su fabricación: En la fabricación de celdas y Baterías de Iones de Litio existen solamente 2 materiales disponibles como insumo de litio: El Hidróxido de Litio que es difícil de mantener, es inestable e higroscópico(Tiende a absorber la humedad) y el Carbonato de Litio que es más fácil de mantener, es más estable y puede estar expuesto al aire libre sin ningún problema, por lo que el Carbonato de Litio es el único rentable como insumo.[20]

- Duración media: depende de la cantidad de carga que almacenen, independientemente de su uso. Tienen una vida útil de unos 3 años o más si se almacenan con un 40% de su carga máxima (en realidad, cualquier batería, independientemente de su tecnología, se deteriora si se almacena sin carga. Basta con recordar el proceso de sulfatación que ocurría en las antiguas baterías de zinc-carbón cuando se almacenaban al descargarse completamente).
- Soportan un número limitado de cargas: entre 300 y 1000, menos que una batería de níquel cadmio e igual que las de Ni-MH, por lo que ya empiezan a ser consideradas en la categoría de consumibles.
- Son costosas: su fabricación es más costosa que las de Ni-Cd e igual que las de Ni-MH, si bien el precio en la actualidad baja rápidamente debido a su gran penetración en el mercado, con el consiguiente abaratamiento. Podemos decir que se utilizan en todos los teléfonos móviles y ordenadores portátiles del mundo y continúa extendiéndose su uso a todo tipo de herramientas portátiles de baja potencia.
- Pueden sobrecalentarse hasta el punto de explotar: están fabricadas con materiales inflamables que las hace propensas a detonaciones o incendios, por lo que es necesario dotarlas de circuitos electrónicos que controlen en todo momento su temperatura.[21]
- Peor capacidad de trabajo en frío: ofrecen un rendimiento inferior a las baterías de Ni-Cd o Ni-MH a bajas temperaturas, reduciendo su duración hasta en un 25%.
- Tensión muy variable: debido a que la variación de la tensión de celda es muy grande, se hace imprescindible usar un pequeño convertidor CC/CC en función de la aplicación de la que se trate si se quiere tener una tensión de salida constante.[21]

## Cuidados de la batería

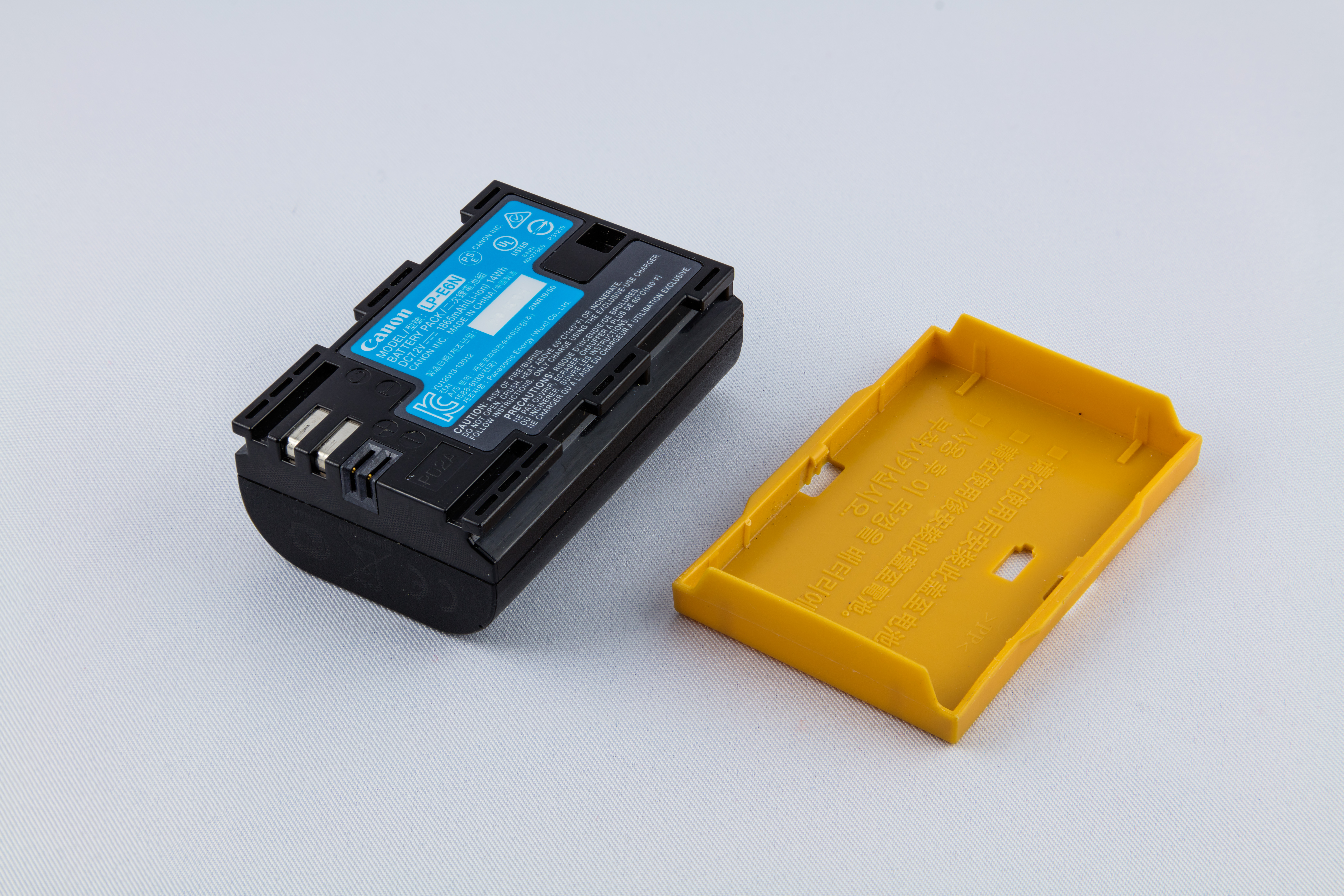
Batería Canon LP-E6N para equipos fotográficos.

Estas baterías tienen el menor efecto memoria de todas las demás tecnologías, por ello es necesario que tras un número de ciclos incompletos se realice una calibración completa de la batería para que el efecto memoria desaparezca. Para alargar su vida útil necesitan ciertos cuidados:
- No es cierto que sea beneficioso el dejar descargarse la batería periódicamente. Al contrario, puede perjudicar la eficacia. Lo mejor es evitar que la carga baje más allá de un 15%.
- Es recomendable que permanezcan en un sitio fresco (15 °C) y evitar el calor. Son muy sensibles a la temperatura; dejarlas al sol y la humedad disminuye su rendimiento.
- Cuando se vayan a almacenar mucho tiempo, se recomienda dejarlas con carga intermedia (40%). Asimismo, se debe evitar mantenerlas con carga completa durante largos períodos.
- La primera carga no es decisiva en cuanto a su duración ni es preciso hacerla; el funcionamiento de una batería de ion de litio en la primera carga es igual al de las siguientes. Es un mito probablemente heredado de las baterías de níquel.
- Es necesario cargarlas con un cargador específico para esta tecnología. Usar un cargador inadecuado dañará la batería y puede hacer que se incendie.
- Para recargar no es imprescindible usar un cargador específico para la marca y modelo del dispositivo (a pesar de ser lo ideal, también es costoso). Se puede emplear cualquier cargador de buena calidad y que cumpla con las características eléctricas del dispositivo.
- La mayoría de los dispositivos actuales tiene un comportamiento inteligente. En otras palabras, pueden detectar cuándo se completó la carga de sus baterías para desconectarlas automáticamente y desviar la corriente al resto del dispositivo.
- Existen bolsas especiales ignífugas donde poder almacenarlas, ya que estas baterías son muy delicadas.[23]

## Ventajas

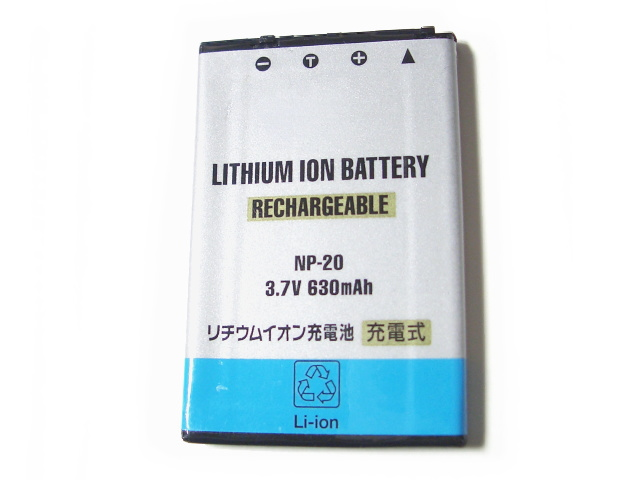
Batería comercial de Li-ion.

Esta tecnología se ha situado como la más interesante en su clase para usarlas en ordenadores portátiles, teléfonos móviles y otros aparatos eléctricos y electrónicos y vehículos eléctricos. Los teléfonos móviles, las tabletas y los equipos portátiles vienen con baterías basadas en esta tecnología, gracias a sus varias ventajas:
- Una elevada densidad de energía: acumulan mucha mayor carga por unidad de peso y volumen.
- Poco peso: a igualdad de carga almacenada, son menos pesadas y ocupan menos volumen que las de tipo Ni-MH y mucho menos que las de Ni-Cd y plomo.
- Gran capacidad de descarga. Algunas baterías de Li-ion —las llamadas "Lipo" Litio-ion Polímero (ion de litio en polímero)— que hay en el mercado, se pueden descargar totalmente en menos de dos minutos.
- Alta tensión por célula: cada batería proporciona 3,7 voltios, lo mismo que tres baterías de Ni-MH o Ni-Cd (1,2 V cada una).
- Mínimo efecto memoria.
- Descarga lineal: durante toda la descarga, la tensión varía mucho: si la tensión nominal de una celda de litio es de 3,6V, la tensión máxima se hallará en torno a 4,2V, mientras que la tensión mínima recomendada es 2,5V para evitar la descarga profunda de la batería y la reducción de su vida útil. Esto significa que la variación de la tensión de celda con respecto al estado de carga es constante. Es decir, la pendiente de la recta dV/dC es constante (si se representa gráficamente, la tensión en función de la descarga es una línea recta). Eso facilita el conocer con buena precisión el estado de carga de la batería.
- Larga vida en las baterías profesionales para vehículos eléctricos (con el tipo LiFePO4). Algunos fabricantes muestran datos de más de 3000 ciclos de carga/descarga para una pérdida de capacidad del 20% a C/3.
- Facilidad para saber la carga que almacenan. Basta con medir, en reposo, la tensión de la batería. La energía almacenada es una función de la tensión medida.
- Muy baja tasa de autodescarga: cuando guardamos una batería, ésta se descarga progresivamente aunque no la usemos. En el caso de las baterías de Ni-MH, esta "autodescarga" puede suponer más de un 20% mensual.[21]

## Combinaciones
Hay que tener en cuenta que existen en el mercado numerosas combinaciones de litio, lo que puede llevar a muchas características diferentes. Entre ellas encontramos:
- Las baterías de ion de litio en polímero, en las que la principal diferencia con las baterías de ion de litio ordinarias es que el electrolito litio-sal no está contenido en un solvente orgánico, sino en un compuesto polimérico sólido como el óxido de polietileno o poliacrilonitrilo. Las ventajas del ion de litio polímero sobre el litio-ion ordinario son: menores costes de fabricación, adaptabilidad a una amplia variedad de formas de empaquetado, confiabilidad y resistencia.
- Las de litio hierro fosfato (LiFePO4), también conocidas como LFP. Comparadas con las baterías tradicionales de ion de litio, en las que el LiCoO2 es uno de sus componentes más caros, las de litio hierro fosfato son significativamente más baratas de producir.
- Las de tipo olivino de litio hierro fosfato. Tienen la característica de que pueden durar unos 10 años si se cargan una vez al día. Además de tener una larga vida, se pueden cargar muy rápidamente, ya que emplean sólo dos horas para el 95% de su capacidad. Entre otros está comercializada por Sony Business Solutions (ESSP-2000).[24]

## Uso de baterías de ion de litio en la industria
Las baterías de ion de litio se utilizan cada vez más en sistemas de almacenamiento de energía, donde se agrupan en módulos o bancos de baterías. Estas agrupaciones son gestionadas por lo que se denomina un Sistema de Gestión de Baterías (BMS). Este sistema regula la eficiencia y la longevidad de la batería al controlar aspectos como los niveles de carga y descarga, la temperatura y otros factores relevantes.

#### Carros eléctricos
Los carros eléctricos han revolucionado la industria automotriz gracias a su eficiencia, sustentabilidad y desempeño. Marcas como Tesla y BMW han liderado el camino con modelos innovadores que ofrecen autonomía extendida, tecnología avanzada y una experiencia de conducción superior. Estos vehículos utilizan baterías de ion de litio de alta capacidad, lo que les permite alcanzar velocidades impresionantes y reducir significativamente las emisiones de carbono.

#### Carros de Golf
En el mundo de los carros de golf, la evolución hacia baterías de ion de litio también ha marcado una diferencia clave. MG Power www.mgpower.com.mx ha desarrollado soluciones avanzadas que brindan mayor autonomía, menor tiempo de carga y un rendimiento más eficiente en el campo. Gracias a su diseño ligero y su alta capacidad energética, los carros de golf equipados con baterías MG Power ofrecen una experiencia de conducción más suave, confiable y ecológica. Con esta tecnología, los jugadores y operadores de campos de golf pueden disfrutar de vehículos más duraderos y de bajo mantenimiento, asegurando un desempeño óptimo en cada recorrido.

#### Etapas de funcionamiento

##### Etapa de carga
En situaciones donde hay un sobrante de energía en la red eléctrica, como durante momentos de alta producción solar o eólica, el BMS inicia el proceso de carga de las baterías, guardando la energía sobrante para su futuro uso.

##### Etapa de descarga
Cuando la demanda de energía es alta, el BMS permite la descarga de las baterías para liberar la energía almacenada y satisfacer las necesidades de la red eléctrica.

#### Ventajas en aplicaciones industriales[25]
Las baterías de ion de litio son especialmente versátiles ante variaciones en la demanda energética, lo que las hace muy valiosas en contextos industriales. Entre sus beneficios más notables se encuentran:
- Regulación de la Red Eléctrica: Los bancos de baterías de ion de litio contribuyen a mantener el equilibrio de la red eléctrica, absorbiendo energía sobrante en momentos de baja demanda y liberándola cuando la demanda es alta.
- Almacenaje de Energía Renovable: Estos sistemas son especialmente eficaces para conservar energía producida mediante fuentes renovables, como la solar o la eólica, lo que permite una mejor integración de estas fuentes en la infraestructura eléctrica.
- Respuesta Ágil: La habilidad de las baterías de ion de litio para cargar y descargar en cortos periodos de tiempo las convierte en una opción idónea para ajustarse rápidamente a cambios en la demanda energética, ofreciendo de este modo ahorros considerables en costos de energía.

## Estándares
El IEEE ha establecido los estándares:
- 1625 baterías de ordenador portátil.
- 1725 baterías de teléfono móvil.
- 1825 baterías de cámaras de fotografía o de video.